# Gunung Kubuteungku (kulle)
Gunung Kubuteungku är en kulle i Indonesien.   Den ligger i provinsen Aceh, i den västra delen av landet, 1 700 km nordväst om huvudstaden Jakarta. Toppen på Gunung Kubuteungku är 72 meter över havet.
Terrängen runt Gunung Kubuteungku är platt åt nordost, men åt sydväst är den kuperad. Trakten runt Gunung Kubuteungku är nära nog obefolkad, med mindre än två invånare per kvadratkilometer. I omgivningarna runt Gunung Kubuteungku växer i huvudsak städsegrön lövskog.